# Georg Gronemann
Georg Gronemann war ein deutscher Fotograf und Verleger von Ansichtskarten im 19. und 20. Jahrhundert.

## Leben

### Ateliers
Georg Gronemann unterhielt im 19. Jahrhundert ein Fotostudio in Walsrode an der Ecke Marktstraße/Eichstraße (heute: Oskar-Wolff-Straße), wo er gleichzeitig seinen Wohnsitz hatte. Ab 1895 betrieb er eine Filiale bei Munster am dortigen „Schießplatz“.

### Werke
Um 1895 begann Georg Gronemann, neben den Fotografen Max Bolloni, Hermann Lenthe' und der Firma Schelling, mit der Herausgabe von Ansichtskarten, durch die Einheimische und Sommerfrischler dann um neue Besucher in der Lüneburger Heide warben.
Von allen Fotografen hat Georg Gronemann – insbesondere in der Zeit bis zum Ersten Weltkrieg – die zahlreichsten Ansichten von Walsrode hinterlassen. Seine Werke wurden laut dem Stadtarchivar Gunther Gerhardt im Fotoarchiv der Stadt aufbewahrt, ergänzt durch die Sammlung von Hansjörg Sibus. Gronemanns Arbeiten waren Teil einer Ausstellung und bilden den Hauptbestandteil in dem 1998 erschienenen Bildband Walsrode mit historischen Ansichten.

### Weitere Gronemanns
- Ebenfalls in Walsrode betrieb ein J. Gronemann ein Atelier in der Lange Straße 68.[2]
- Ein Georg Gronemann betrieb ein Atelier in Itzehoe, Große Paschburg 40.[3]